# Comerica Bank Challenger 2004
Il Comerica Bank Challenger 2004 è stato un torneo di tennis facente parte della categoria ATP Challenger Series nell'ambito dell'ATP Challenger Series 2004. Il torneo si è giocato a Aptos negli Stati Uniti dal 19 al 25 luglio 2004 su campi in cemento.

## Vincitori

### Singolare
Kevin Kim ha battuto in finale  Frank Dancevic con il punteggio di 7–6(2), 6–3

### Doppio
Huntley Montgomery /  Tripp Phillips hanno battuto in finale  Diego Ayala /  Eric Taino con il punteggio di 7–6(3), 7–5